# Chance of Love
Singles de Melon Kinenbi
Akai Freesia
(2003) Mi Da Ra Matenrō
(2003)
 Chance of Love  (チャンス of LOVE) est le 9e single du groupe de J-pop Melon Kinenbi, sorti le 8 mai 2003 au Japon sur le label zetima, écrit et produit par Tsunku. Il atteint la 10e place du classement de l'Oricon, et reste classé pendant quatre semaines, se vendant à 22 185 exemplaires durant cette période.
La chanson-titre figurera d'abord sur la compilation de fin d'année du Hello! Project Petit Best 4, puis sur le deuxième album du groupe, The Nimaime de 2004, puis sur sa compilation Mega Melon de 2008. La chanson en "Face B", Natsu, figurera quant à elle sur sa compilation de "Face B" Ura Melon de 2010.

## Liste des titres
1. Chance of Love  (チャンス of LOVE?)
2. Natsu  (夏?)
3. Chance of Love (instrumental) (チャンス of LOVE...?)